# Veriastadion
Het Veriastadion (Grieks: Στάδιο Βέροιας) is een multifunctioneel stadion in Veria, een plaats in Griekenland. 
In het stadion is plaats voor 7.000 toeschouwers. Het stadion werd geopend in 1925 en gerenoveerd in 2005 en 2007. In het stadion ligt een grasveld van 104 bij 70 meter.
Het stadion wordt vooral gebruikt voor voetbalwedstrijden, de voetbalclub NFC Veria maakt gebruik van dit stadion. Het werd ook gebruikt voor het Europees kampioenschap voetbal mannen onder 19 van 2015. Dat toernooi werd in Griekenland gespeeld en in dit stadion waren vier groepswedstrijden